# Mariam Kagnassi
Mariam Kagnassi Bathily est une femme politique malienne, membre du Rassemblement pour le Mali (RPM).
Elle est élue députée à l'Assemblée nationale dans la commune VI de Bamako aux élections législatives maliennes de 2020,.